# Azadegan
Azadegan è un giacimento petrolifero iraniano. 

## Descrizione e storia
È stato scoperto nel 1999. Le autorità Iraniane affermano che Azadegan ha riserve per 26 miliardi di barili e risorse commercialmente sfruttabili per 6 miliardi. La grandezza della riserva non è grande, rispetto alla media della regione, anche così è la più grande scoperta in Iran negli ultimi 30 anni. 
Il giacimento si trova a 80 km a ovest di Ahvaz vicino al confine iracheno.
Nel gennaio 2009, la compagnia petrolifera cinese China National Petroleum Corporation (CNPC) ha firmato un accordo per sviluppare la parte nord del campo di Azadegan.
La parte sud del campo verrà sviluppata da un consorzio di imprese giapponesi e iraniane.